# Loch Garten
Loch Garten är en sjö i Storbritannien.   Den ligger i kommunen Highland och riksdelen Skottland, i den norra delen av landet, 700 km norr om huvudstaden London. Loch Garten ligger 238 meter över havet.  I omgivningarna runt Loch Garten växer i huvudsak blandskog.